# Río Medina (Chile)
El río Medina es un curso natural de agua que fluye con dirección general este a oeste en la isla de Chiloé hasta desembocar en el océano Pacífico.

## Trayecto
El río es el emisario de la laguna de Chalguaco.: 540  y su hoya hidrográfica abarca 537 km² y está regulada naturalmente por varias lagunas.

## Caudal y régimen
El río Medina tiene una alimentación netamente pluvial y junto al río Chepu es una de los más largos y caudalosos de la isla de Chiloé.

## Historia
Francisco Astaburuaga escribió en 1899 en su obra póstuma Diccionario geográfico de la República de Chile sobre el río:
Medina.-—Riachuelo de corto curso de la isla de Chiloé. Tiene origen hacia el centro de su sección austral, en el departamento de Castro, y corre entre bosques hacia el O. á desaguar en la costa occidental de la misma isla por los 43° 05' Lat. entre las puntas de Alguac y Llahuén.
Luis Risopatrón lo describe con:
Medina (Rio) 42° 56' 74° 00'. Es el emisario de la laguna de Chaiguaco, corre entre bosques hácia el W i se vácia tranquilamente en el mar, con un ancho de 60 m, donde tiene una peligrosa e inaccesible barra; se puede navegar en botes 5,5 kilómetros de su curso. 1, XXI, p. 224 i 280 i carta 69; i 156; i riachuelo en 155, p. 435.